# Cronologia della storia LGBT nel Regno Unito
Questa cronologia della storia LGBT nel Regno Unito vuole raggruppare gli eventi storici, culturali, sociali e politici d'importanza maggiormente rilevante riguardanti le persone gay, lesbiche, bisessuali e transgender (transessuali) nei territori d'Inghilterra, Scozia, Galles e Irlanda del Nord.

## I secolo
- 43: Ha inizio la conquista romana della Britannia (vedi Conquista della Britannia), con la creazione della Britannia e l'adozione della "Lex Julia de Adulteriis Coercendis" che criminalizza l'adulterio tra maschi (sia per gli uomini eterosessuali che bisessuali) e la Lex Scantinia che penalizza il crimine sessuale (Sessualità nell'antica Roma#Stuprum) nei confronti di un minore di sesso maschile nato libero (Ingenuus o Praetextatus). Questa parte delle Leges Iuliae potrebbe aver costituito un'ondata di castrazioni dentro l'Impero Romano al fine di fornire partner sessuali che non fossero "maschi attivi"[1].

## IV secolo
- 342: Gli imperatori romani Costanzo II e Costante I emettono un decreto imperiale associato al codice teodosiano che impone una severa punizione per il reato che si verifica "quando un maschio si dà in sposa ad un effeminato e ciò che vuole è che l'effeminato assuma il ruolo maschile nel rapporto sessuale", pertanto interpretare per se stesso il ruolo femminile[1].
- 390: Gli imperatori romani Valentiniano II, Teodosio I e Arcadio emettono un decreto imperiale associato al codice teodosiano che criminalizza "tutte le persone che hanno l'abitudine vergognosa di condannare il corpo di un uomo facendolo agire nella parte di una donna (perché sembrano non essere diversi da donne); essi devono espiare un crimine di questo tipo attraverso le fiamme vendicatrici agli occhi della gente"[1].

## VIII secolo
- 797: Durante la cosiddetta rinascita carolingia Alcuino di York, un abate affettuosamente conosciuto come David, scrive poesie d'amore ad altri monaci a dispetto delle numerose leggi che condannavano l'omosessualità all'interno della Chiesa[2].

## XII secolo
- 1102: Il Consiglio di Londra (concilio cella Chiesa cattolica romana in Inghilterra) prende misure per garantire che il pubblico inglese sappia che l'omosessualità è un grave peccato[3].

## XIV secolo
- 1327: il deposto re Edoardo II d'Inghilterra viene ucciso. La storia popolare secondo cui il re viene fatto assassinare con una mazza rovente spinta violentemente dentro il suo ano non ha basi concrete nei codici registrati contemporanei di Edoardo[4]. Edoardo II aveva una storia conflittuale con la nobiltà che più volte fece bandire il suo ex amante Pietro Gaveston conte di Cornovaglia. Gli Annales Paulini sostengono che Edoardo amava Gaveston "oltre misura", mentre il Lanercost Chronicle dice che l'intimità tra loro era "ingiustificata"[5]. La Chronicle of Melsa afferma che Edoardo fosse "particolarmente felice nella morsa della sodomia" senza fare alcun riferimento speciale al conte Gaveston[6].

I cronisti hanno in ogni caso chiamato il rapporto del re con Gaveston eccessivo, smodato ed oltre misura secondo ragione ed hanno criticato il suo desiderio nei confronti del sesso perverso e proibito. È stato accennato dai cronisti medioevali, ed è stato sostenuto dagli storici moderni, che il rapporto tra Edoardo e Gaveston era di tipo omosessuale.
- 1395: John Rykener, noto anche come Johannes Ricker ed Eleanor, un uomo che si prostituiva travestito da donna lavorando principalmente a Londra (nei pressi di Cheapside), ma attivo anche ad Oxford, viene arrestato ed interrogato per crossdressing.

## XVI secolo
- 1533: il re Enrico VIII d'Inghilterra fa promulgare la "Buggery Act 1533" rendendo così ogni attività sessuale tra maschi punibile con la pena di morte. La sodomia era correlata al rapporto di sesso anale tra uomo e uomo, tra uomo e donna o con un animale; altre forme di "rapporti sessuali innaturali" sono costituite dall'offesa al pudore e dagli atti osceni, ma non contribuivano a costituire un reato di sodomia[8]. Il reato minore di tentata sodomia era punito con due anni di carcere ed al tempo stesso la messa alla gogna.
- 1541: la Buggery Act dura fino alla fine del mandato parlamentare. La legge è stata riproposta per tre volte, dopodiché viene emanata per continuare ad essere in vigore "per sempre"[9].
- 1543: Enrico VIII dà l'assenso reale alla Galles Act 1542, estendendo la legge contro la sodomia anche al Galles.
- 1547: il primo parlamento sotto il re Edoardo VI comincia ad abrogare tutti i reati creati durante l'ultimo periodo del regno di Enrico VIII[9].
- 1548: Alle disposizioni della Buggery Act 1533 viene data nuova forza, con lievi modifiche. La pena per la sodomia è rimasta la morte, ma senza far decadere gli averi e le terre dei colpevoli, permettendo così la salvaguardia dei diritti delle mogli e degli eredi[9].
- 1553: Maria I d'Inghilterra sale sul trono inglese ed abroga tutti gli atti promulgati da Edoardo VI[9].
- 1558: Elisabetta I d'Inghilterra sale sul trono inglese e ripristina tutte le leggi contrarie alla sodomia[10] del 1533 (non quelle del 1548) a cui viene poi data forza permanente[9].
- 1580: re Giacomo VI di Scozia, futuro Giacomo I d'Inghilterra fece tredicenne il suo ingresso formale a Edimburgo ed iniziò una relazione con il Lord franco-scozzese Esmé Stewart, I duca di Lennox. Lennox era un parente e 24 anni più anziano di Giacomo, sposato e padre di 5 figli; l'influenza che Lennox ebbe in qualità di 'favorito' sulla politica ed il risentimento nei confronti della sua notevole ricchezza che finì con l'acquisire, divenne una delle principali questioni politiche durante il suo regno[11]

## XVII secolo
- 1606: il re Giacomo I d'Inghilterra inizia una relazione con Robert Carr, I conte di Somerset[12]. A Carr era accaduto un incidente ad una gamba durante un incontro sportivo - un duello a cavallo - a cui il re era presente; egli subitaneamente s'innamorò del giovane, lo aiutò per farlo guarire e tutto il tempo necessario lo passò ad insegnargli la lingua latina. Del tutto privo di alte qualità intellettuali, Carr era dotato di bell'aspetto e di ottimo umore, oltre a possedere notevoli realizzazioni personali.

Questi vantaggi sono stati sufficienti per re Giacomo ed il giovane cavaliere fu subito portato alla ribalta. Giacomo ha avuto come suo amante anche il visconte di Rochester, cavaliere dell'Ordine della Giarrettiera e duca di Somerset.
- 1614: re Giacomo I d'Inghilterra incontra l'ultimo dei suoi tre amanti maschi che gli stettero più vicini, George Villiers, I duca di Buckingham, figlio di un cavaliere di Leicestershire. Villiers ballava e recitava con gusto, oltre a parlare un po' di lingua francese; nel mese di agosto, reputato essere "l'uomo di più bel corpo di tutta l'Inghilterra"[14] viene portato dinanzi al re, nella speranza che questi prendesse una cotta per lui, diminuendo così il potere a corte dell'allora preferito Robert Carr. Villiers ottenne il supporto come amante preferito dal re da quelli che si opponevano a Carr.
- 1615: re Giacomo nomina il cavaliere suo amante George Villiers a Gentleman of the Bedchamber. Il restauro di Apethorpe Hall, intrapreso negli anni 2004-2008, ha rivelato un passaggio precedentemente sconosciuto che collegava direttamente le stanze di re Giacomo a quelle di Villiers[15].
- 1617: re Giacomo nomina il proprio amante maschio George Villiers conte di Buckingham.
- 1618: re Giacomo nomina Villiers marchese di Buckingham.
- 1623: re Giacomo nomina George Villiers conte di Coventry e duca di Buckingham; Villiers si trova ora al più alto grado di un soggetto al di fuori della famiglia reale[16].
- 1680-82: Viene annullato un matrimonio tra persone dello stesso sesso: Arabella Hunt aveva sposato "James Howard". Il matrimonio è stato annullato per il fatto che Howard era in realtà Amy Poulter, una "donna perfetta in tutte le sue parti" e due donne non potevano validamente sposarsi[17].
- 1690: re Guglielmo III d'Inghilterra ha avuto diversi favoriti di sesso maschili a lui rimasti molto vicini, tra cui due cortigiani olandesi ai quali ha concesso titoli nobiliari inglesi; Hans divenne William Bentinck, I conte di Portland ed Arnold Joost van Keppel, I conte di Albemarle, titolo questo creato appositamente (vedi conte di Albermale). Queste relazioni con amici maschi e l'apparente mancanza di qualsivoglia amante di sesso femminile ha portato i nemici di Guglielmo a suggerire che egli potesse preferire le relazioni di tipo omosessuale.

Keppel era di 20 anni più giovane di Guglielmo ed è stato descritto come straordinariamente bello; è passato ad essere titolare reale di una contea con una certa facilità.
- 1697: il conte di Portland scrive al re Guglielmo III che "la bontà che Vostra Maestà ha per un giovane ed il modo in cui sembra autorizzare la sua libertà... rendono il mondo capace di dire cose che mi vergogno di sentire"[19]; questo, continua "potrebbe offuscare una reputazione che non è mai stata prima oggetto di tali accuse". Guglielmo respinse recisamente questi suggerimenti dicendo tuttavia che "mi sembra molto straordinario che dovrebbe essere impossibile avere stima e rispetto per un giovane uomo senza che ciò possa essere considerato come un crimine"[19].

## XVIII secolo
- 1724: Margaret Clap. meglio conosciuta come Madre Clap, gestisce fino al 1726 una casa-caffè ad Holborn, Londra. Il luogo era ben conosciuto come Molly house dalla comunità gay[20][21] sotterranea; la sua casa era molto popolare[22] essendo ben nota nel giro, aveva cura per i suoi clienti ed era adatta soprattutto agli uomini gay che la frequentavano. Era conosciuta inoltre per aver fornito "letti in ogni stanza della casa" e comunemente contribuiva a "trenta o quaranta incontri di questo tipo ogni notte, ma soprattutto la domenica sera[23].
- 1726: tre uomini (Gabriel Lawrence, William Griffin, e Thomas Wright) vengono impiccati a Tyburn per sodomia messa in atto a Molly House[24].
- 1727: Charles Hitchen, maresciallo della città di Londra, viene condannato per tentata sodomia. Hitchen aveva abusato della sua posizione di potere per estorcere tangenti dai bordelli e si fa borseggiare per evitare l'arresto, aveva inoltre l'appoggio soprattutto dai ladri i quali accrebbero i loro beni per mezzo di lui. Hitchen aveva spesso utilizzato soldati per relazioni omosessuali, ma era sfuggito all'accusa grazie alla società per la riforma dei costumi[25].
- 1736: Stephen Fox, un pari britannico - conte di Ilchester del consiglio privato di sua maestà (PC) - e membro del parlamento, viveva in una relazione omosessuale con l'amante lord Harvey per un periodo di dieci anni a partire dal 1726. Le lettere d'amore scambiatesi tra i due testimoniano la loro unione[26].
- 1772: il primo dibattito pubblico circa l'omosessualità è iniziato durante il processo a carico del capitano Robert Jones, che è stato condannato per il reato capitale di aver sodomizzato un ragazzo di tredici anni. Il dibattito durante il caso ebbe come sfondo dell'azione penale la realtà dell'effeminatezza e venne chiamata in causa l'intolleranza cristiana nei confronti dell'omosessualità e i diritti umani degli uomini che erano dichiaratamente gay[27]. Jones è stato assolto ed ha ricevuto il perdono a condizione che lasciasse immediatamente il paese: finì per vivere grandiosamente con il suo valletto a Lione, nel Sud della Francia.
- 1785: Jeremy Bentham diventa una delle prime persone che discute apertamente di depenalizzazione della sodomia in Inghilterra, che fino ad allora era punita con l'impiccagione[10]. Nel saggio Offences Against One's Self, che ha scritto circa tali reati, ha sostenuto la liberalizzazione delle leggi che vietavano la sessualità omosessuale; ha inoltre dichiarato che gli atti omosessuali non indeboliscono gli uomini né minacciano la popolazione né tantomeno l'istituzione del matrimonio.

## XIX secolo
- 1810: Il XIX secolo è iniziato con un'ondata di azioni penali nei confronti degli omosessuali. L'8 luglio la Bow Street Runners ha fatto irruzione in White Swan, un pub in rovina di origine Tudor nei pressi di Drury Lane; ventisette uomini sono stati arrestati con l'accusa di sodomia e tentata sodomia[28].
- 1812: James Miranda Barry, laureato alla facoltà di medicina dell'università di Edimburgo, lavora come medico; Barry ha continuato a servire come chirurgo militare all'estero vivendo in tutto e per tutto come un uomo, ma alla riesumazione del suo corpo avvenuta nel 1865 è risultato essere di sesso femminile[29].
- 1828: la Buggery Act 1533 viene abrogata e sostituita dai "reati della persona contro la legge" (Offences against the Person Act 1828), rimasti punibili con la morte[30].
- 1835: gli ultimi due uomini colpiti da esecuzione in Gran Bretagna per sodomia, James Pratt e John Smith, sono stati arrestati il 29 agosto a Londra dopo essere stati spiati mentre avevano un rapporto sessuale in una stanza privata, sono stati impiccati il 27 novembre.
- 1861: La pena di morte per sodomia viene abolita. A partire dal 1806 un totale di 8921 uomini era stato perseguito per sodomia con 404 condannati a morte e 56 giustiziati[31].
- 1866: il matrimonio viene definito come unione esclusiva tra un uomo e una donna, come prevenzione di un futuro matrimonio tra persone dello stesso sesso. Nel caso di Hyde v. Hyde e Woodmansee (un caso di poligamia) il giudizio contemplò la dichiarazione del "matrimonio come intesa nella cristianità ed unione volontaria per la vita di un uomo e di una donna con l'esclusione di tutti gli altri"[32].
- 1871: Ernest "Stella" Boulton e Frederick "Fanny" Park, due travestiti (vedi travestitismo) e omosessuali appaiono come imputati nel processo celebrato a Londra accusati "di cospirazione ed incitamento alle persone a commettere un reato innaturale". L'accusa era anche contro Lord Arthur Clinton, Louis Hurt, John Fiske, Martin Cumming, William Sommerville e C.H. Thompson; essa non è stata in grado di dimostrare alcun reato commesso né l'omosessualità degli imputati né che gli uomini che indossano abbigliamento femminile (vedi crossdressing) avessero commesso alcun reato previsto nel diritto inglese[33]. Lord Clinton morì suicida prima dell'apertura del processo.
- 1885: il parlamento britannico emana la sezione 11 della legge penale "Criminal Law Amendment Act" nota anche come emendamento Labouchere che proibiva gli atti osceni tra maschi. È divenuto così possibile perseguire gli omosessuali per essersi impegnati in atti sessuali in cui non poteva essere provata la sodomia o il tentativo di sodomia[34][35].
- 1889: si verifica lo scandalo di Cleveland street quando viene scoperto una casa di tolleranza maschile omosessuale nella via omonima, nel distretto di Fitzrovia a Londra, perquisito dalla polizia dopo aver scoperto che i ragazzi del telegrafo avevano lavorato lì come prostituti in affitto. Sono stati scoperti un certo numero di clienti aristocratici tra cui Arthur Somerset, scudiero del principe di Galles; rischiò di venire coinvolto nello scandalo anche Alberto Vittorio, duca di Clarence e Avondale (secondo nella linea di successione al trono britannico) assieme a Lord Euston duca di Grtafton[36].

- 1895: Oscar Wilde, processato per atti osceni all'interno del rapporto da questi avuto con Lord Alfred Douglas, venne condannato a due anni di prigione con i lavori forzati[37].
- 1897: il poeta George Cecil Ives organizza il primo gruppo di fautori dei diritti LGBT in Inghilterra, l'Ordine di Cheronea

## XX secolo
- 1906: Louisa Martindale apre uno studio privato a Brighton e diviene la prima donna medico di famiglia. Con un gruppo di altre femministe della città sviluppò il nuovo ospedale del Sussex per donne e bambini ove è stata chirurgo anziano e medico; più tardi divenne una specialista nel trattamento precoce delle neoplasie della cervice uterina e ricevette un ordine dell'impero Britannico nel 1931. Louisa ha convissuto con la propria partner Ismay FitzGerald per tre decenni e scrisse del suo amore per lei nella sua autobiografia Una donna chirurgo (A Woman Surgeon) fatta pubblicare nel 1951[29].
- 1910: gli omosessuali a Londra sono sempre più socializzati in luoghi pubblici come pub, caffetterie e luoghi di tè e la loro realtà si fa forse più palese. Le cameriere assicurano che una sezione della catena di ristoranti Lyons Corner House in Piccadilly Circus era riservato per gli omosessuali[38]; il luogo divenne noto come il Lily Pond.
- 1912: primo pub gay di Londra, il night club The Cave of the Golden Calf, tra Heddon e Regent street, sotto la supervisione di madame Strindgerb[39].
- 1913: la società britannica di psicologia per lo studio del sesso è fondata da un gruppo di teorici e attivisti, con Edward Carpenter come presidente. Carpenter è stato uno dei sostenitori della teoria che vedeva l'omosessualità come un terzo sesso ed ha vissuto apertamente col proprio amante George Merril[29]. La società era particolarmente attiva nel campo dell'informazione, con l'obiettivo di combattere la discriminazione legale contro gli omosessuali attraverso la comprensione scientifica. I membri includevano George Cecil Ives, Montague Summers, Stella Browne, Laurence Housman, Havelock Ellis, George Bernard Shaw e Ernest Jones[40].
- 1918: il poeta e scrittore inglese gay Wystan Hugh Auden frequenta il suo primo collegio ove incontra Christopher Isherwood. Auden probabilmente s'innamorò di Isherwood e dal 1930 hanno mantenuto un'amicizia sessuale negli intervalli tra le loro relazioni con altri uomini[41].
- 1921: il "Criminal Law Amendment Act" viene modificato ed approvato alla Camera dei comuni per includere una sezione atta a rendeere gli "atti di grave indecenza" sessuali tra donne illegali. Tuttavia la sezione proposta venne sconfitta Camera dei lord e quindi non è mai diventata legge.
- 1924: Bertolt Brecht e Lion Feuchtwanger lavorano su un adattamento dell'Edoardo II di Christopher Marlowe che racconta la vita sessuale del re Edoardo II d'Inghilterra col suo favorito Pietro Gaveston I° conte di Cornovaglia; esso si è dimostrato essere una pietra miliare nello sviluppo teatrale e drammaturgico iniziale di Brecht.
- 1928: Il pozzo della solitudine di Radclyffe Hall venne pubblicato nel Regno Unito da Jonathan Cape. Il romanzo autobiografico suscitò grandi controversie legali e finì col portare il tema dell'omosessualità all'interno del dibattito pubblico[42]. James Douglas, direttore del giornale Daily Express (allora Sunday Express) iniziò una campagna per far ritirare il libro utilizzando poster e cartelloni pubblicitari. L'editore si fece prendere dal panico ed inviò una copia al ministro degli interni, il membro del Partito Conservatore William Joynson-Hicks, per avere la sua opinione: la risposta prese solo due giorni di tempo e fu che il testo era "gravemente dannoso per l'interesse pubblico" e che se l'editore non l'avesse ritirato volontariamente sarebbe stato portato contro di lui un procedimento penale[43]. Cape fece sopprimere il libro alla seconda edizione.
- 1929: morte di Edward Carpenter, poeta socialista e filosofo inglese, antologista ed attivista gay.
- 1932: Sir Noël Coward scrisse "Mad About the Boy", una canzone che affronta il tema dell'amore omosessuale; fu introdotta nel teatro di rivista ma presto, a causa della sua natura rischiosa, finì con l'essere cantata da una donna.

il News of the World pubblicò una storia intitolata "stupefacente cambio di sesso", parlava di un uomo transessuale del Sussex che operò la transizione da Margery a Maurice.
il colonnello Sir Victor Barker sposò Elfrida Haward a Brighton. Il sesso femminile di nascita di Barker (alis Valerie Arkell-Smith) fu poi rivelato ed il matrimonio venne conseguentemente annullato. Barker ha continuato a comparire in abbigliamento maschile in pubblico fino all'anno della morte avvenuta nel 1960.
- 1936: il trentenne campione atletico britannico Mark Weston di Plymouth opera la propria transizione da femmina (nata Mary Louise Edith Weston) a maschio. La storia apparve in alcuni quotidiani nazionali tra cui il News of the World (31 maggio 1936). ed il reportage fu preciso e sensibile; secondo le parole di Lennox R. Broster, il chirurgo di Harley street che lo trattava "Mark Weston, che è sempre stato allevato come una femmina, è un maschio e deve continuare a vivere come tale".
- 1939-1945: seconda guerra mondiale. Oltre cinque milioni di uomini servirono nelle forze armate britanniche (la British Armed Forces) durante il conflitto; di questi, è probabile che almeno 250.000 fossero gay o bisessuali (sulla base delle proiezioni 1990-91 del National Survey sugli atteggiamenti sessuali e gli stili di vita hanno trovato che almeno il 6% degli uomini hanno avuto esperienze omosessuali)[44][45].
- 1945: Sir Harold Gillies e il suo collega Ralph Millard effettuano un'operazione chirurgica da femmina a maschio su Michael Dillon. Gillies sviluppò la sua pionieristica tecnica inizialmente con i soldati feriti, per svilupparsi come chirurgia ricostruttiva di falloplastica[29].

### Anni '50
- 1950: il 31 luglio a Rotherham un maestro di scuola inglese di nome Kennet Crowe, di 37 anni, venne trovato morto indossando i vestiti di sua moglie e una parrucca. Si era avvicinato ad un uomo che portava da casa al pub e questi, dopo aver scoperto che Crowe era di sesso maschile, lo picchiò ed infine lo strangolò[46]. John Cooney venne trovato non colpevole di omicidio e condannato a cinque anni per omicidio colposo[47]. Anche in risposta alla violenza e all'ingiusto trattamento subito dagli uomini gay in questo caso, la legge sui reati sessuali venne approvata 17 anni dopo.
- 1951: il 16 maggio Roberta Cowell diviene il primo britannico a subire l'operazione chirurgica da maschio a femmina tramite vaginoplastica.
- 1952: Sir John Nott-Bower, commissario di Scotland Yard, comincia a perseguire gli omosessuali per conto del governo britannico[48], allo stesso tempo in cui il senatore statunitense Joseph McCarthy stava conducendo una "caccia alle streghe" federale contro gli omosessuali negli Stati Uniti d'America[49].

Durante i primi anni '50 ben mille uomini sono stati rinchiusi in prigione in Gran Bretagna ogni anno per mezzo del diffuso giro di vite della polizia contro i reati omosessuali. Uomini infiltrati in qualità di agenti provocatori portavano all'adescamento di persone gay nei luoghi pubblici; lo stato d'animo prevalente era di paranoia.
- 1953: l'attore e regista John Gielgud venne arrestato il 20 ottobre a Chelsea per aver fatto battuage in un gabinetto pubblico, ed è stato successivamente multato.
- 1954: Alan Turing, un matematico, logico, crittoanalista, informatico inglese, influente nello sviluppo dell'informatica, si suicidò. Gli era stata data una serie di ormoni femminili (castrazione chimica) dai medici come alternativa al carcere dopo essere stato perseguito dalla polizia a causa della sua omosessualità[51].